# Earl of Forfar (Schiff)
Die Earl of Forfar war ein britisches Frachtschiff, das 1916 nach einer Munitionsexplosion in Archangelsk sank, aber nach Hebung und Reparatur unter verschiedenen Namen und Flaggen noch bis 1931 fuhr. 

## Bau und technische Daten
Das Schiff lief am 14. April 1910 mit der Baunummer 439 auf der Werft von Russell & Co. in Port Glasgow am Clyde in Schottland für die Reederei Marshall & Dobbie aus Glasgow vom Stapel und erhielt den Namen Earl of Forfar. Es war 117,3 m lang und 15,1 m breit, hatte 8 m Tiefgang und war mit 4453 BRT vermessen. Es hatte eine Dreifach-Expansions-Dampfmaschine von Rankin & Blackmore aus Greenock, die dem Schiff über eine Schraube eine Geschwindigkeit von 10 Knoten ermöglichte. Das Schiff besaß zwei Masten mit Ladegeschirr, einen vorn und einen achtern, sowie einen Schornstein mittschiffs.

## Geschichte
Die Earl of Forfar ging im Juli 1910 für die Reederei Marshall & W. L. Dobbie (ab 1914 W. L. Dobbie & Co) aus Glasgow auf ihre Jungfernfahrt und beendete ihren Dienst unter diesem Namen am 8. November 1916. Sie war, mit Munition für die russische Armee beladen, nach Archangelsk gelaufen und lag dort zum Entladen an der Pier von Bakariza (Бакарица) am linken Ufer der Nördlichen Dwina im heutigen Stadtteil Issakogorski Okrug, als der neben ihr liegende russische Transporter Baron Driesen, der 1600 Tonnen Munition geladen hatte, explodierte und sank. Die dadurch ausgelöste Folge von Bränden und weiteren Explosionen von bereits auf die Pier entladener Munition griff auf die Earl of Forfar über, die etwa 40 Minuten später nach mehreren Explosionen ebenfalls im flachen Wasser auf den Hafenboden sank. 23 Mann ihrer Besatzung und der auf dem daneben liegenden Schwimmkran beschäftigten Hafenarbeiter kamen ums Leben. Sieben britische Seeleute wurden später für die Rettung verletzter Besatzungsmitglieder und russischer Arbeiter mit der Albert-Medaille geehrt.
Die West Russian Steamship Co. in Archangelsk kaufte und hob das Wrack 1917, benannte es um in Baklan (Баклан = Kormoran), und ließ es nach Kriegsende zur Reparatur nach Hamburg schleppen. Im Anschluss wurde das Schiff von der britischen Regierung beschlagnahmt und dem Shipping Controller zugewiesen. 1919 wurde es an seine früheren Besitzer zurückgegeben, und bei Blohm & Voss in Hamburg begannen die Reparaturarbeiten. Am 8. Dezember 1919 kaufte die HAPAG das Schiff. Nach Beendigung der Reparaturen ließ die HAPAG es zunächst ab 20. März 1920 von der dänischen Firma Chr. Jensen AS in Kopenhagen bereedern, und das Schiff lief am 27. Juni 1920 erstmals unter dem neuen Namen Mette Jensen von Hamburg nach New York aus. Am 3. März 1921 übernahm die HAPAG selbst das Schiff und nannte es in Sachsenwald um. Es wurde überwiegend im Nord- und Südamerika-Dienst eingesetzt. 
Die Sachsenwald wurde im November 1931 zum Abwracken an G. Oberti in Genua verkauft und legte nach ihrer letzten Fahrt am 7. Januar 1932 in Savona (Italien) zum Verschrotten an.